# Rehearsal Session and More
Albums de Art Pepper
The Gauntlet / L'Epreuve de force Ophelia
Rehearsal Session and More est un album d'Art Pepper.

## L'album
Cet album posthume a été enregistré aux États-Unis et en Italie par Art Pepper accompagné par Milcho Leviev au piano, Bob Magnusson à la contrebasse et Carl Burnett à la batterie.
Il s'agit de l'enregistrement de répétitions du groupe avant des concerts à Malibu, Californie et d'un concert ou d'une répétition en public à Ancône, Italie.
Ces enregistrements sont sortis en CD sous le label Absord Music Japan au Japon pour la première fois.

## Titres
- 01. What Is This Thing Called Love 9:31
- 02. Over the Rainbow 6:25
- 03. Caravan 6:26
- 04. True Blues 9:52
- 05. Ophelia 8:59
- 06. Cherokee 7:14

## Personnel
- Art Pepper (as), Milcho Leviev (p), Bob Magnusson (b), Carl Burnett (d).

## Dates et lieux
- 1-3: Malibu,  Californie, août 1978
- 4-6: Ancône,  Italie, mai 1981

## CD références
- 2006 Absord Music Japan - ABCJ-371